# Koloman
Koloman je moško osebno ime.

## Izvor imena
Ime Koloman z različico Kolman izhaja iz nemščine, v kateri oblike Koloman, Coloman, Kolman nekateri razlagajo iz keltščinev pomenu »puščavnik, romar«.

## Različice imena
Kalman, Kalmen, Kaloman, Kolman

## Tujejezikovne različice imena
- pri Madžarih: Kálmán
- pri Nemcih: Koloman
- pri Prekmurcih: Kolman

## Pogostost imena
Po podatkih Statističnega urada Republike Slovenije je bilo na dan 31. decembra 2007 v Sloveniji število moških oseb z imenom Koloman: 134.

## Osebni praznik
V koledarju je ime Koloman zapisano 13. oktobra (Koloman, mučenec irskega rodu, † 13. okt. 1012; ko je potoval v Sveto deželo skozi Avstrijo, so ga v kraju Stockerau pri Dunaju imeli za vohuna in ga obesili, kasneje so ga začeli častiti kot svetnika in je sedaj deželni patron Avstrije).

## Priimki nastali iz imena
Iz imena Koloman in različic so nastali priimki: Kalman, Kalmanič, Kalmuš, Kolmačič, Kolman, Kolmančič, Kolmanko, Kolomanko, Manko in dugi.

## Zanimivost
V Sloveniji je ena cerkev sv. Kolomana, ki stoji v naselju Lokavec v občini Laško.